# Livet (Fluss)
Der Livet, auch Livet Water, ist ein Fluss in der schottischen Council Area Moray.

## Geographie
Der Livet entsteht durch den Zusammenfluss der Quellbäche Suie Burn und Kymah Burn zwischen den Hügeln Carn an t-Suidhe und Carn na Glascoill am Nordostrand der Grampian Mountains. Beide Bäche entspringen auf etwa 700 Metern Höhe und fließen auf etwa 335 Metern über dem Meeresspiegel zusammen. Der Livet fließt vornehmlich in nordwestlicher Richtung ab. Er durchfließt dabei das dünnbesiedelte Tal Glen Livet, passiert die Weiler Tomnavoulin und Glenlivet, um nach insgesamt 17 Kilometern rund 2,5 Kilometer nordwestlich von Glenlivet in den Avon zu münden, der über den Spey schließlich in den Moray Firth entwässert.

## Umgebung
Das Tal des Livet (Glenlivet) ist mit seinen Seitenbächen war in vergangenen Jahrhunderten ein beliebter Rückzugsort für Schwarzbrenner. Mit The Glenlivet wurde in Glenlivet 1824 die erste legale Whiskybrennerei Schottlands gegründet. Neben The Glenlivet befindet sich mit Tamnavulin eine zweite Brennerei am Flusslauf. Die Brennereien Knockando und Braeval stehen an Zuflüssen des Livet.
Am 3. Oktober 1594 wurde im Nachgang der schottischen Reformation die Schlacht im Glenlivet geschlagen, die im Wesentlichen auf Dissonanzen zwischen Katholiken und Protestanten begründet war. Anders als ihr Name vermuten lässt, fand sie jedoch im Tal eines Zuflussbachs statt. Die britische Krone erwarb 1938 das 3440 Hektar umfassende Gut Glenlivet von Frederick Gordon-Lennox, 9. Duke of Richmond, das sich bis in das Tal des Avons erstreckt.